# Robert E. Ward
Robert E. Ward (* 1916 in San Francisco; † 7. Dezember 2009 in Portola Valley) war ein US-amerikanischer Politikwissenschaftler, der 1972/73 als Präsident der American Political Science Association (APSA) amtierte. Zu diesem Zeitpunkt war er Professor an der University of Michigan.

## Leben
Ward machte sein Bachelor-Exanen 1936 an der Stanford University. Im Zweiten Weltkrieg war er Mitglied des Nachrichtendienstes der US-Navy. 1948 wurde er an der University of California, Berkeley zum Ph.D. promoviert. Danach wurde er Professor an der University of Michigan und leitete dort das Center for Japanese Studies. 1973 wechselte er an die Stanford University. Dort war er von 1973 bis 1987 der erste Direktor des Center for Research in International Studies.
Ward war Mitglied der American Academy of Arts and Sciences und der American Philosophical Society. 1984 wurde er von der japanischen Regierung mit dem Orden des Heiligen Schatzes ausgezeichnet.

## Schriften (Auswahl)
- Political development in modern Japan. Princeton University Press, Princeton 1968.
- Japan's political system. Prentice-Hall, Englewood Cliffs, 1967.
- Modern political systems: Asia. Prentice-Hall, Englewood Cliffs, 1963.
- Five studies in Japanese politics. Books for Libraries Press, Freeprot 1957.